# Villeneuve-la-Rivière
Villeneuve-la-Rivière (în catalană Vilanova de la Ribera) este o comună în departamentul Pyrénées-Orientales din sudul Franței. În 2009 avea o populație de 1.311 de locuitori.

## Evoluția populației
| An        | 1975 | 1982 | 1990 | 1999  | 2006  | 2009  |
| --------- | ---- | ---- | ---- | ----- | ----- | ----- |
| Populație | 569  | 910  | 901  | 1.052 | 1.292 | 1.311 |